# Teerag-Asdag
Die Teerag-Asdag war ein österreichisches Bauunternehmen mit Sitz in Wien. Sie gehört zur Porr-Gruppe und war innerhalb dieser vorwiegend für den Tief- und Straßenbau zuständig.

## Geschichte

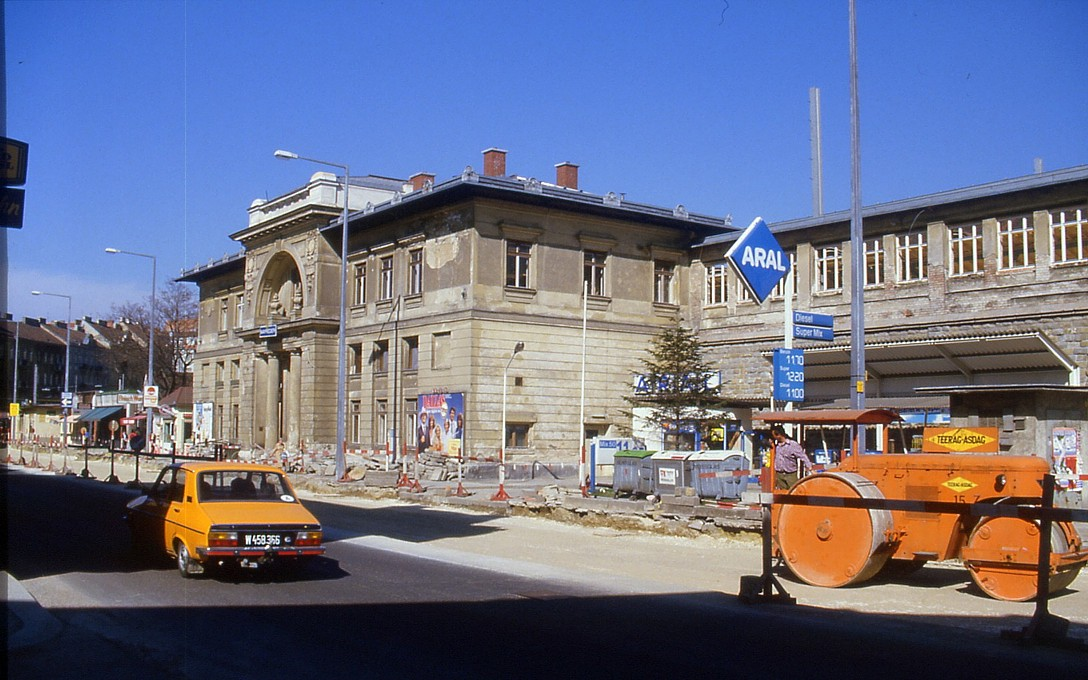
Vöest-Walze Teerag Asdag 1985

Die Teerag AG wurde November 1914 gegründet, primär, um den anfallenden Rohteer des Gaswerks der Stadt Wien zu verwerten. Sie war damals in der Marxergasse im 3. Bezirk ansässig.
Die Asdag GmbH, eine Firma für Asphaltierung und Dachdeckung, wurde 1920 erworben.
Der Firmenname TEERAG-ASDAG AG besteht seit 1964, als der Anteil der Asphaltarbeiten vorrangig wurde. Die gemeindeeigene Firma wurde zu einem der wichtigsten Straßenbauunternehmen Österreichs. 1969 hatte die Firma einen Umsatz von einer halben Milliarde Schilling. 1991, kurz vor der Privatisierung, betrug der Umsatz  2,84 Milliarden Schilling (200 Millionen Euro).
2000 wurde die Porr Mehrheitseigentümer, 2011 übernahm diese auch die Anteile von den Wiener Stadtwerken und ist seither Alleineigentümer.
Am 3. September 2016 wurde Teerag-Asdag in die Muttergesellschaft Porr integriert.

## Unternehmensstruktur
Die Teerag-Asdag ist eine vollkonsolidierte Tochter der PORR-Gruppe. Die Anteile der PORR-Gruppe werden mit etwa 52 Prozent bei deren ABAP Beteiligungs Holding GmbH, und dem Rest der Anteile direkt bei der PORR AG.
Die Teerag-Asdag AG verfügt über eigene Stabsstellen, acht Bundesländer-Niederlassungen, und einen Fachbereich Bitumen & Chemie für Baustoffe und Materialforschung.
Zum Unternehmen gehören darüber hinaus unter anderem folgende Beteiligungen:
- Allgemeine Straßenbau GmbH (ALLBAU)[9]
- Wiener Betriebs- und Baugesellschaft m.b.H. (WIBEBA, 1941 als Energie- und Wasserversorger der Gemeinde Wien gegründet, Teil der Bauring Wien, dann Wiener Holding, 1990er sukzessive privatisiert)[10]
- die IAT-Gruppe (Innovative Abdichtungs Technologie), eine Gruppe mit IAG in Österreich, Deutschland, Italien, BAUVEG in der Schweiz (Gunimperm), Tschechien, Kroatien, sowie Impertunel in Spanien[11]
- TEERAG-ASDAG Deutschland

## Leistungsspektrum
Die Hauptagenden der Teerag-Asdag umfassten Tiefbau, Straßenbau, Asphaltierungen, Pflasterungen, Kanalbau, Kläranlagenbau, Leitungsbau, Gleisbau, Brückenbau, Ingenieurbau, Hohlraumbau, Kraftwerksbau, Abdichtungen und Isolierungen, Polymerbitumen, Bitumenemulsionen, Spezialprodukte auf Bitumenbasis, Betonbau und Bauchemie.